# Rózsa és tövis (könyv)
A Rózsa és tövis (eredeti francia címén La Vie pas toujours rose d'Édith Piaf) egy életrajzi könyv, melyet Philippe Crocq és Jean Mareska írt Édith Piaf életéről.

## Fülszöveg
|  | Alább a cselekmény részletei következnek! |

Ha az ember csak egyszer is hallotta, sosem feledheti Edith Piafnak, a kis „párizsi veréb”-nek a hangját, aki az utcasarokról a halhatatlanságba énekelte magát rövid, hányatott életében (1915-1963).
Apja, anyja mutatványosként tengődött, nem ért rá törődni vele, ott nőtt fel az utcán, utcasarkokon, kávéházakban énekelte ki magából a fájdalmat, énekelte saját szerzeményét, „A rózsaszínű élet”-et, a szerelem himnuszát… – mígnem felfedezték, megtörtént a csoda, pontosabban kiderült, hogy ő maga az. A boldogságot nemigen ismerhette, nagy szerelmek, kudarc és siker, küzdelem várt rá, de világgá kiáltotta: „Nem bánok semmit sem! – Betegesen tékozolta magát” – mondta róla Maurice Chavalier, sok nagy művésszel és a nagyközönséggel együtt pályájának ámuló, egyszersmind megrendült tanújaként. Az utókor sem tud betelni vele: 2007-ben az Oscar-díjat egy gyönyörű, fiatal, de szinte ismeretlen francia színésznő kapta – Edith Piaf szerepéért.
A legendás hírnév visszája, hogy annyian marakodnak Edith Piaf emlékén, hol leleplezik, hol istenítik. A két újságíró szerző színesen, mégis tényszerűen, kevéssé ismert fényképekkel
illusztrálva eleveníti fel ezt a fantasztikus, mégis oly szomorú életutat.